# Москвич-2142 «Іван Калита»
«Москви́ч» «Іва́н Калита́» — автомобіль російського виробництва, створений наприкінці 1990-х рр. на заводі АЗЛК; вироблявся в 1998—2001 рр. у штучному режимі.

## Опис

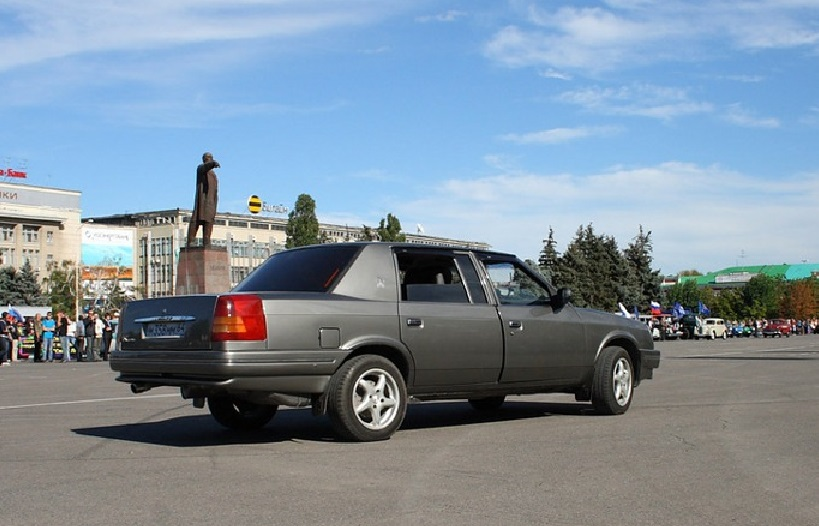
Москвич-2142 «Іван Калита»

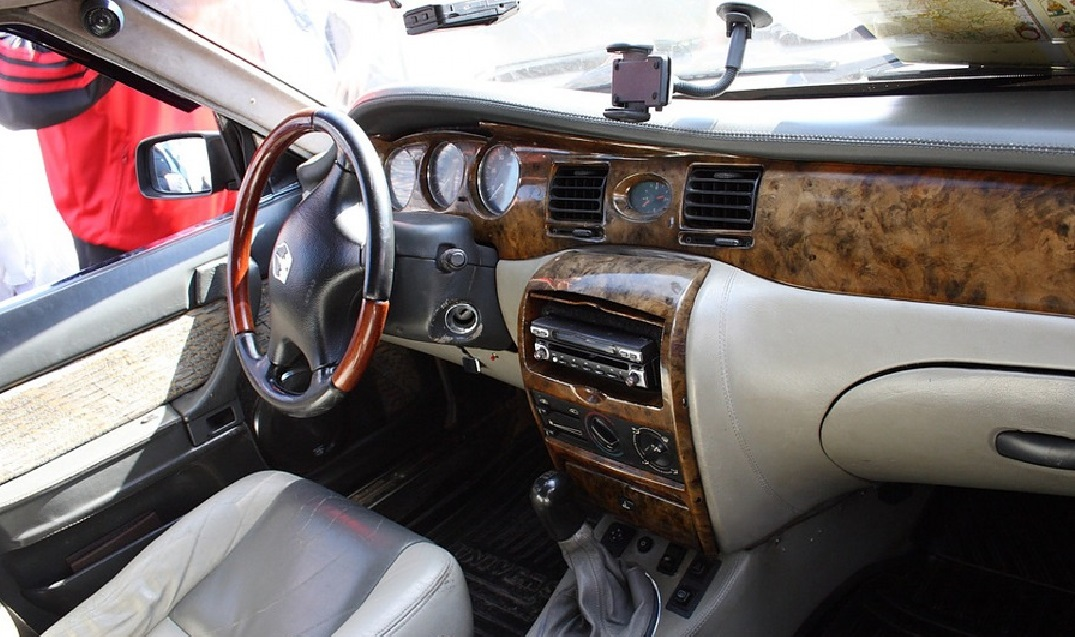
Салон Москвич-2142 «Іван Калита»

Автомобіль був модифікацією створеної під потреби Уряду Москви. Також як і укорочений Дует (також існував ще й Дует-2, створений на базі моделі «Князь Володимир»), виготовлявся штучно, так як масового попиту не мав. Цими автомобілями завершується історія заводу Москвич. Нова «концепція» керівництва заводу з переходу на випуск автомобілів штучного виробництва зазнала повного краху, так як підприємство, розраховане на випуск сотень тисяч масових автомобілів, не могло покривати свої витрати за рахунок епізодичних продажів дрібносерійних «люксів».

### Двигуни
Бензинові
- 2.0 л Renault-F3R 113 к.с. 168 Нм
- 2.0 л Renault-F7R 147 к.с. 188 Нм